# San Babila ore 20 un delitto inutile
San Babila ore 20 un delitto inutile, es una película italiana dirigida en 1976 por Carlo Lizzani.
Después de Prostitución de menores (1975), Carlo Lizzani, preocupado siempre por la sociedad de nuestro tiempo, nos ofrece esta historia de violencia callejera que podría haber dado más de si, si hubiera ahondado más en la psicología de los personajes y si los chicos hubieran sido actores profesionales. 

## Sinopsis
Milán, 1976. Cuatro jóvenes neofascistas, Fabricio, Franco y Micky, son de Milán y de origen burgués, el otro es Alfredo, procedente del sur. Los cuatro asisten al funeral de un jerarca de veinte años atrás. Ellos se exaltan con esta ceremonia, frecuentada por ex-republicanos y antiguos nostálgicos. Cuando se marchan paran en un bar de la plaza San Babila (su guarida) y fuerzan a una chica, Lalla, Marco que es impotente la viola con una porra. 
Más tarde inician una serie de absurda violencia en el centro de la ciudad. Primero destrozando las motocicletas estacionadas en frente de una escuela, luego golpeando a un manifestante, y más tarde hiriendo a  pedradas a los transeúntes. Después de la manifestación intentan un atentado con bomba en una sede sindical, pero la bomba no explota. 
Llegan incluso a ser detenidos, pero son puestos inmediatamente en libertad. Incluso llegan a matar con un cuchillo a una pareja de novios comunistas que salen de un cine. Pero el testimonio de Lalla, la víctima de la violación será la que tenga la valentía de testificar contra ellos, haciendo que los arresten de nuevo. Para los cuatro neofascistas se abren las puertas de la cárcel.

## Nominaciones
- 1977 - Una nominación para el Premio "Golden Prize" (Moscow International Film Festival)